# Медоза
Медоза — река в Островском районе Костромской области России, левый приток Меры. Длина реки составляет 72 км, площадь водосборного бассейна — 813 км². Высота истока — 146 м над уровнем моря.

## Притоки (км от устья)
- 24 км: река Корба (пр)
- 42 км: река Яхруст (пр)

## Данные водного реестра
По данным государственного водного реестра России относится к Верхневолжскому бассейновому округу, водохозяйственный участок реки — Волга от города Кострома до Горьковского гидроузла (Горьковское водохранилище), без реки Унжа, речной подбассейн реки — Волга ниже Рыбинского водохранилища до впадения Оки. Речной бассейн реки — (Верхняя) Волга до Куйбышевского водохранилища (без бассейна Оки).
Код объекта в государственном водном реестре — 08010300412110000013698.